# 罗斯科夫
罗斯科夫（法語：Roscoff，發音：[ʁɔskɔf]），法国西北部城市，布列塔尼大区菲尼斯泰尔省的一个市镇，隶属于莫尔莱区，其市镇面积为6.19平方公里，2022年1月1日时人口数量为3,318人，在法国市镇中排名第3,400位（2022年）。
罗斯科夫位于菲尼斯泰尔省北部，拉芒什海峡南岸，莫尔莱湾西侧，其西北部隔海与伊勒德巴岛相望，是一个区域性的中心城市和商业港口，历史上因当地出产的洋葱而闻名。

## 地名来源
“Roscoff”一名出自布列塔尼语单词“ros”和“goff”，其中“ros”出自高卢语“ross”，意为“沼泽”，“goff”则意为“铁窑”。
罗斯科夫所处区域历史上通行布列塔尼语，“Roscoff”对应的布列塔尼语名称为“Rosko”。罗斯科夫于2008年11月加入布列塔尼语言保护组织。

## 历史

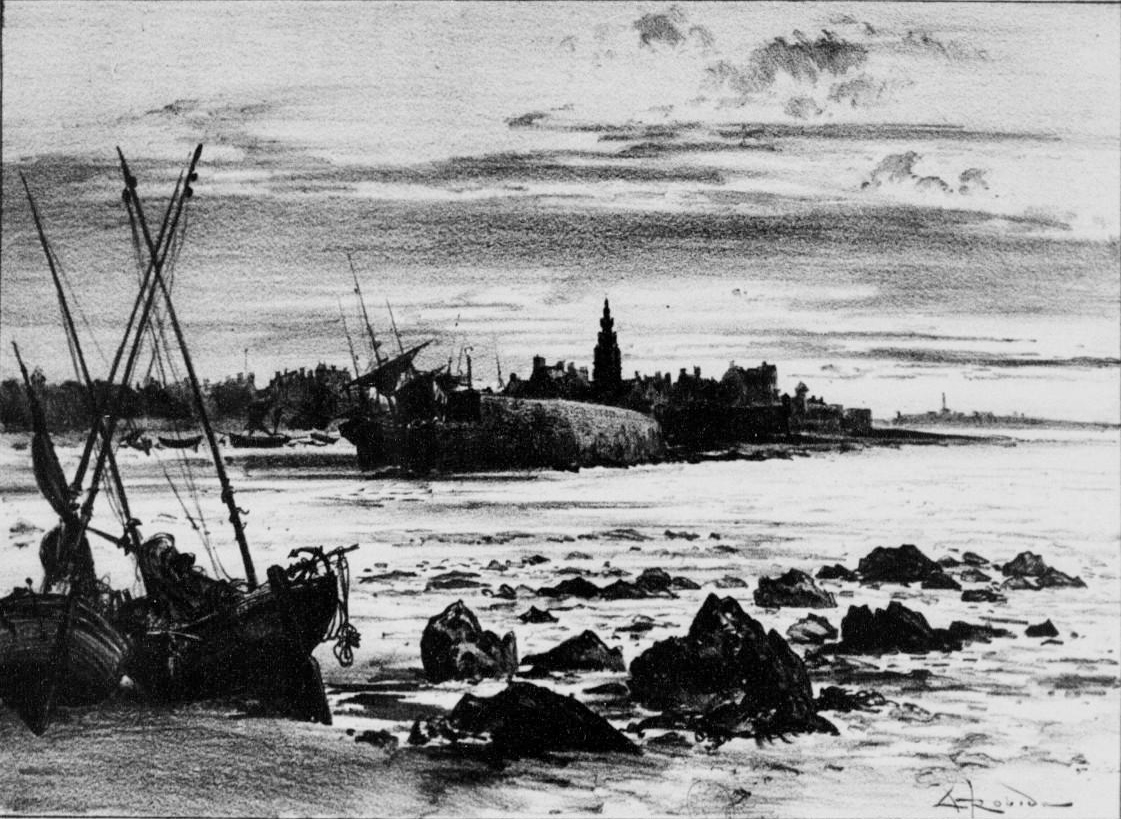
1900年的罗斯科夫港口

罗斯科夫的早期历史尚不清楚。根据当地官方网站的论述，罗斯科夫境内曾发现旧时期时代及古典时期的人类活动遗迹。中世纪时，英格兰军队曾多次试图通过罗斯科夫登陆布列塔尼。十六世纪时，罗斯科夫出现造船活动，此外当地的港口贸易活动日趋兴盛，该地出产的洋葱以及来自莱昂地区的纺织品由此销往西欧各地。十八世纪中后期，罗斯科夫港的织物贸易活动有所衰落。法国大革命后，罗斯科夫成为菲尼斯泰尔省的一个市镇。工业革命期间，连接罗斯科夫的铁路于1865年建成通车。得益于陆地交通的发展，罗斯科夫自十九世纪末以来逐渐成为一个旅游疗养城市。1920年，罗斯科夫部分区域被划出用于组建新市镇桑泰克。1968年，罗斯科夫商业港口建成。2009年，罗斯科夫洋葱获得原产地命名控制标志。

## 地理

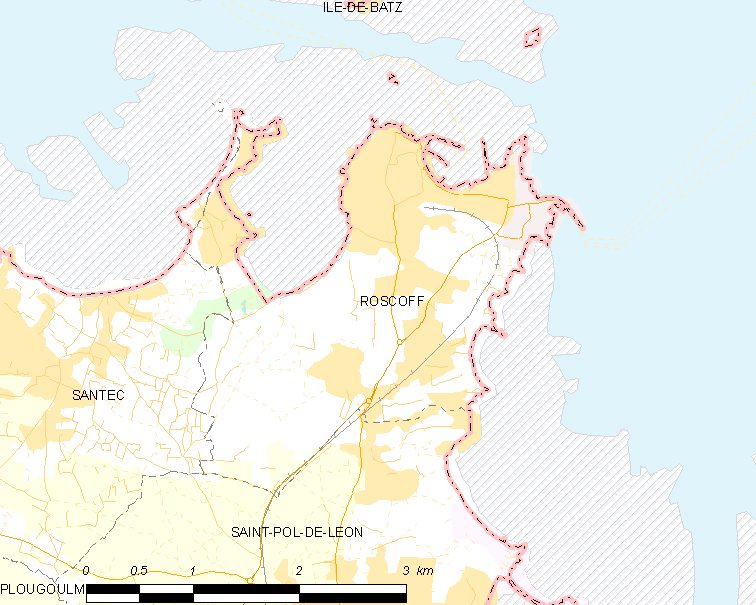
罗斯科夫市镇范围地图

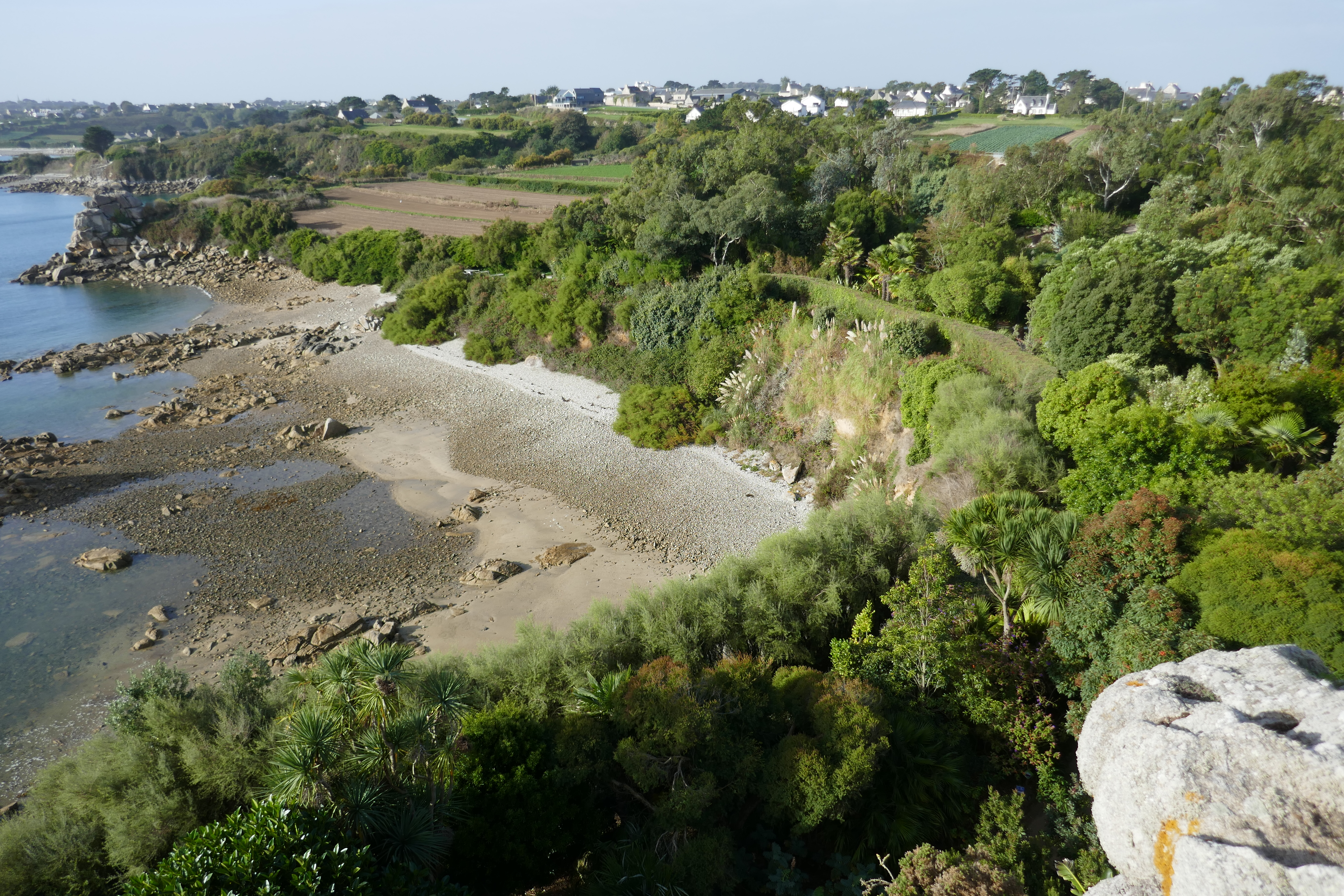
异域植物花园

罗斯科夫位于法国西北部，布列塔尼大区西北部和菲尼斯泰尔省东北部，距离省会坎佩尔大约101公里。桑泰克和圣波勒德莱昂两个市镇与罗斯科夫通过陆地接壤，此外还有伊勒德巴与罗斯科夫隔海相望。

### 地形
罗斯科夫位于布列塔尼半岛西北部，莱昂地区北侧海滨，境内以浅丘和平地为主，市镇中心地势较为平坦，整体地势自沿海向内陆有所抬升，全境海拔在0到58米之间。

### 水文
罗斯科夫位于拉芒什海峡南侧，其市镇东、北、西三侧滨海，东北侧海岸被开发为罗斯科夫-布洛斯孔港，此外大部分区域为滩涂。

### 植被
罗斯科夫属于温带阔叶混交林区，林地散落分布于市镇范围内的多个区域，其市区东部为罗斯科夫异域植物花园。
在鲜花城市的评比中，罗斯科夫被评为4星级（最高级）鲜花城市。

### 自然灾害
罗斯科夫的地震危险度等级为2级，属于低危险；氡辐射等级为3级，属于高危险。1982至2025年5月间，罗斯科夫境内共发生10次有记录的自然灾害，其中5次洪涝，1次暴风雨。

### 气候
罗斯科夫在柯本气候分类法中属于温带海洋性气候（Cfb）。

## 行政区划
罗斯科夫的市镇编号为29239，邮政编号为29680。
在行政管理方面，罗斯科夫隶属于法国布列塔尼大区菲尼斯泰尔省莫尔莱区；在地方选举方面，罗斯科夫隶属于圣波勒德莱昂县，其市镇范围全境被划入菲尼斯泰尔省第四选区；在社会管理方面，罗斯科夫是上莱昂市镇公共社区的组成部分。
截至2025年5月，罗斯科夫市镇范围内暂无任何安全优先街区及城市政策优先街区。
法国国家统计与经济研究所（简称“INSEE”）在进行数据统计时，将罗斯科夫及相邻的另外2个市镇设为圣波勒德莱昂城市核心区，并将包括罗斯科夫在内的周边共9个市镇划为罗斯科夫-圣波勒德莱昂城市辐射区。此外，INSEE还将罗斯科夫市镇整体看作一个“块区”（IRIS），以便于统计人口分布情况。

## 交通

### 公路
菲尼斯泰尔省省道D58线和D769线在罗斯科夫境内交汇。布列塔尼大区城际客运（商业名称为“BreizhGo”）下属的925线和929线经停罗斯科夫，可通往莱斯讷旺、莫尔莱、圣波勒德莱昂等地。
2021年，50.1%的罗斯科夫家庭拥有至少一辆私人汽车。2023年，罗斯科夫境内共发生各类交通事故1起，造成2人受伤。
| 坎佩尔 | 101 |

| 布雷斯特 | 65 |

| 莫尔莱 | 27 |

| 圣波勒德莱昂 | 5 |

### 铁路

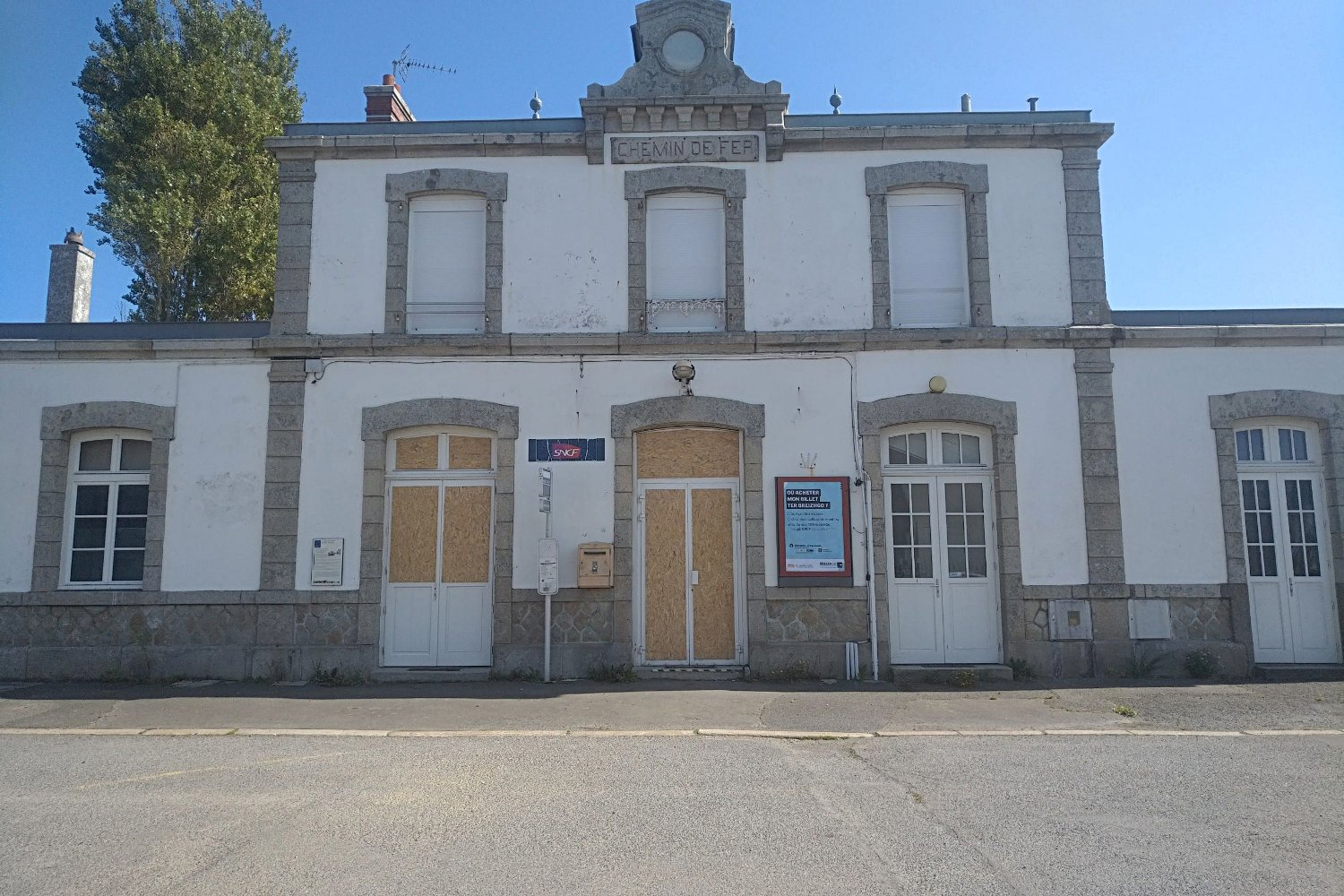
被闲置的罗斯科夫火车站（2019年）

罗斯科夫位于莫尔莱—罗斯科夫铁路上，该铁路于2018年6月因洪水中断，后被废弃。
距离罗斯科夫最近的运营中的客运铁路车站为26公里外的莫尔莱站，该站停靠往返于巴黎和布雷斯特之间的高速列车，以及前往雷恩、布雷斯特、甘冈等地的区域列车。

### 航空
罗斯科夫距离布雷斯特-布列塔尼机场的公路里程大约56公里。

### 城市公共交通
截至2025年5月，罗斯科夫暂无城市公共交通系统。

## 政治

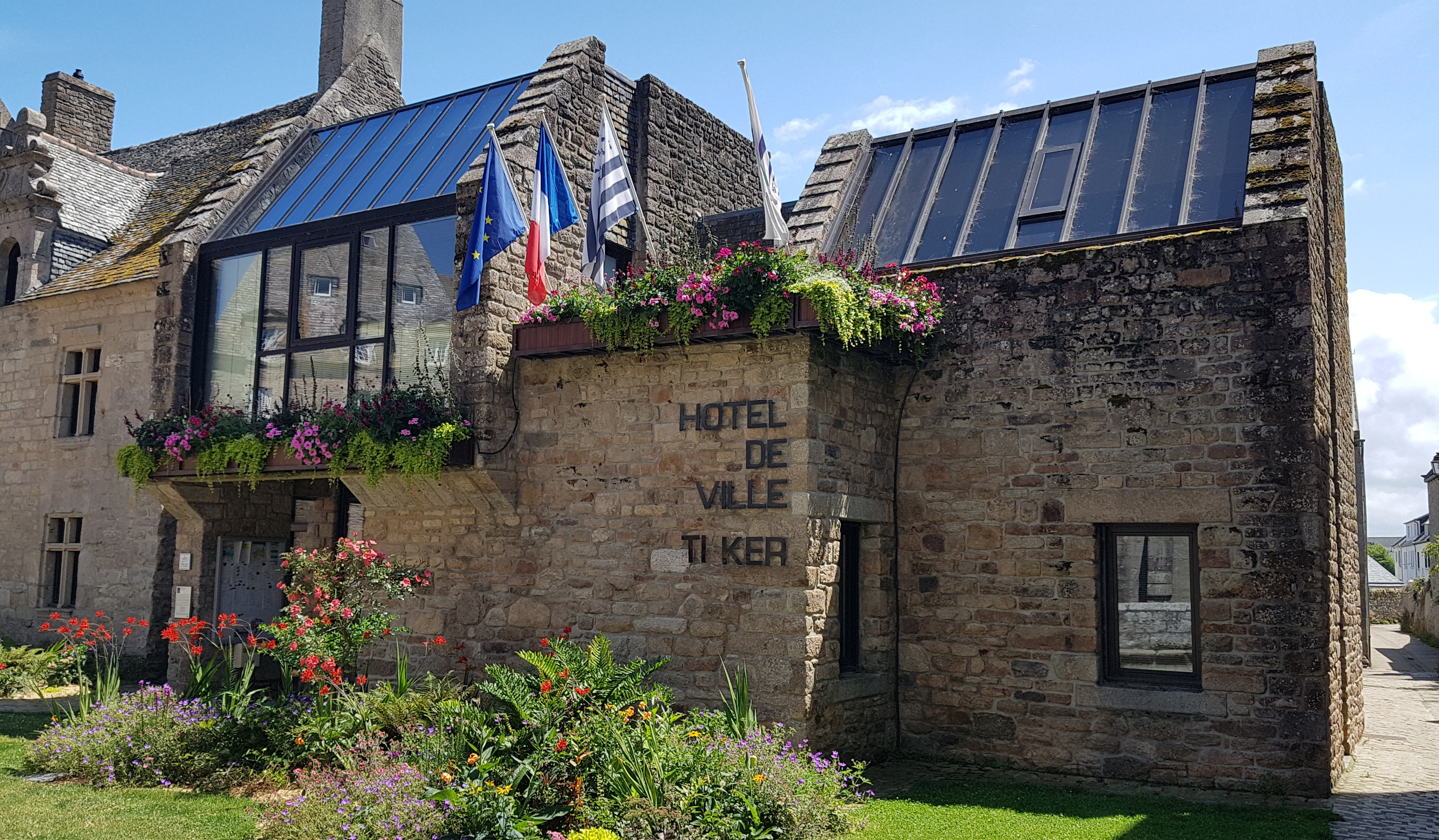
罗斯科夫市政厅

罗斯科夫的现任市长为奥迪尔·蒂贝尔·蒙塔涅女士（Odile THUBERT MONTAGNE），他是一名无党派人士，在2020年的市政选举中获得了51.53%的支持率。
在2022年的法国总统大选的第二轮选举中，法国第25任总统埃马纽埃尔·马克龙在罗斯科夫获得了75.94%的支持率。

## 人口
2022年，罗斯科夫市镇人口数量为3,318，在法国排名第3,400位。其中男性1,547人，女性1,787人，75岁及以上人口占17.8%，外籍人口数量为70人，人口密度为536人/平方公里，当地居民被称为Roscovites。2015至2021年间，罗斯科夫的人口增长率为–0.1%。2022年，罗斯科夫境内出生18人，死亡人口69人。
| 罗斯科夫1901年－2022年人口变化情况 |
|                                    |
| 数据来源：Cassini、INSEE           |

## 经济
INSEE于2020年将罗斯科夫划入莫尔莱就业区（Zone d'emploi de Morlaix），并又于2022年将其划入圣波勒德莱昂生活区（Bassin de vie de Saint-Pol-de-Léon）。截至2022年底，罗斯科夫市镇范围内共有活跃企业182家，其中72.5%的员工总数在9人及以下；按照产业分类，当地一、二、三产业占比分别为10.4%、7.1%和82.4%。（海运）、（海产品批发）及（海产品批发）是当地2023年已公布营业额最高的三个企业，分别为483,839,072欧元、28,460,895欧元和19,824,558欧元。

## 财政与居民收入
2023年，罗斯科夫的财政收入总额为5,001,290欧元，财政支出总额为4,090,570欧元，当年的债务总额为6,504,480欧元。2023年，罗斯科夫市镇通过增值税获得145,160欧元的收入，此外当地还共获得了588,160欧元的国家直接财政补助。
| 罗斯科夫居民收入情况                             | 罗斯科夫居民收入情况 | 罗斯科夫居民收入情况 | 罗斯科夫居民收入情况 |
| 内容                                             | 罗斯科夫             | 菲尼斯泰尔省         | 法國                 |
| ------------------------------------------------ | -------------------- | -------------------- | -------------------- |
| 居民平均时薪                                     | 16.1欧元（2022年）   | 14.9欧元（2022年）   | 17欧元（2022年）     |
| 高级职员人均时薪                                 | 27.8欧元（2022年）   | 25欧元（2022年）     | 29.1欧元（2022年）   |
| 中级职员人均时薪                                 | 15.7欧元（2022年）   | 15.8欧元（2022年）   | 16.6欧元（2022年）   |
| 普通职员人均时薪                                 | 12.0欧元（2022年）   | 11.7欧元（2022年）   | 12.1欧元（2022年）   |
| 工人人均时薪                                     | 12.2欧元（2022年）   | 12.2欧元（2022年）   | 12.5欧元（2022年）   |
| 贫困率                                           | 10%（2021年）        | 10.8%（2021年）      | 14.5%（2021年）      |
| 青壮年（15至64岁）失业率                         | 11.0%（2021年）      | 10.7%（2021年）      | 10.4%（2021年）      |
| 家庭总数                                         | 1,784（2022年）      | 1,490（2022年）      | 1,160（2022年）      |
| 征税家庭数量占比                                 | 51.7%（2023年）      | 51.4%（2022年）      | 44.8%（2022年）      |
| 家庭年均纳税                                     | 3,993欧元（2023年）  | 2,596欧元（2022年）  | 4,481欧元（2022年）  |
| 资料来源：INSEE、L'Internaute、Le Journal du Net |                      |                      |                      |

## 社会事务

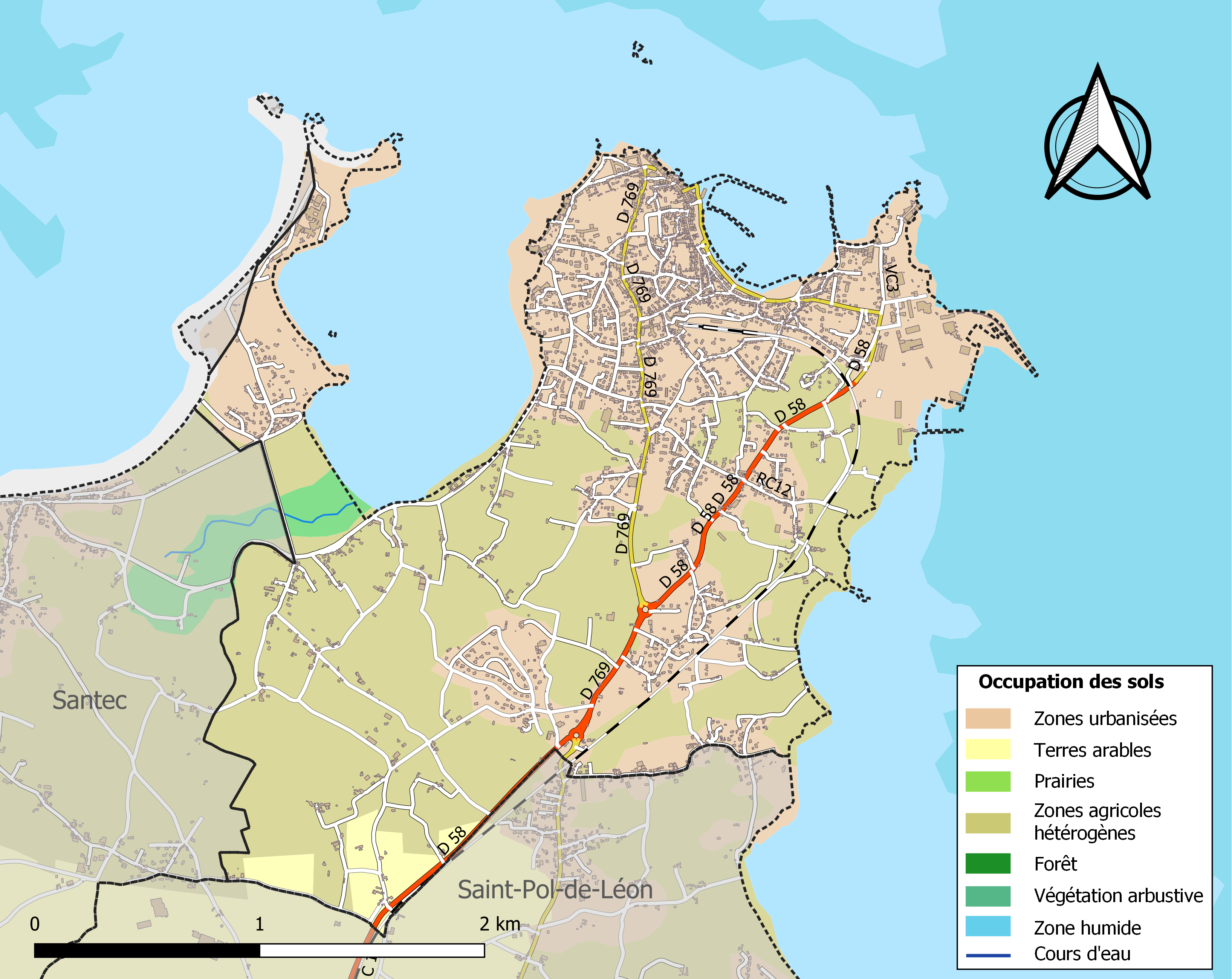
罗斯科夫土地利用情况地图

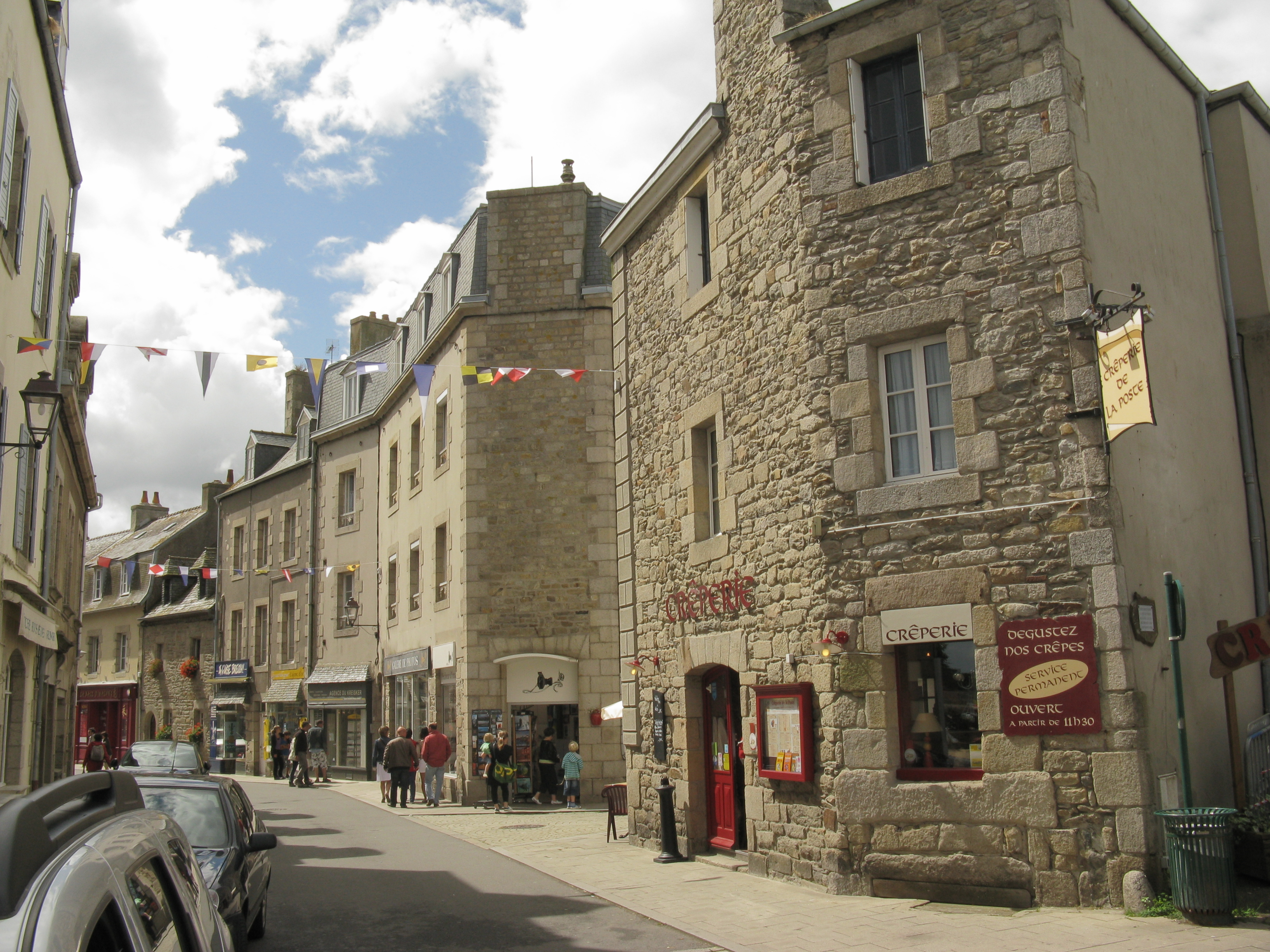
罗斯科夫镇中心的甘必大街

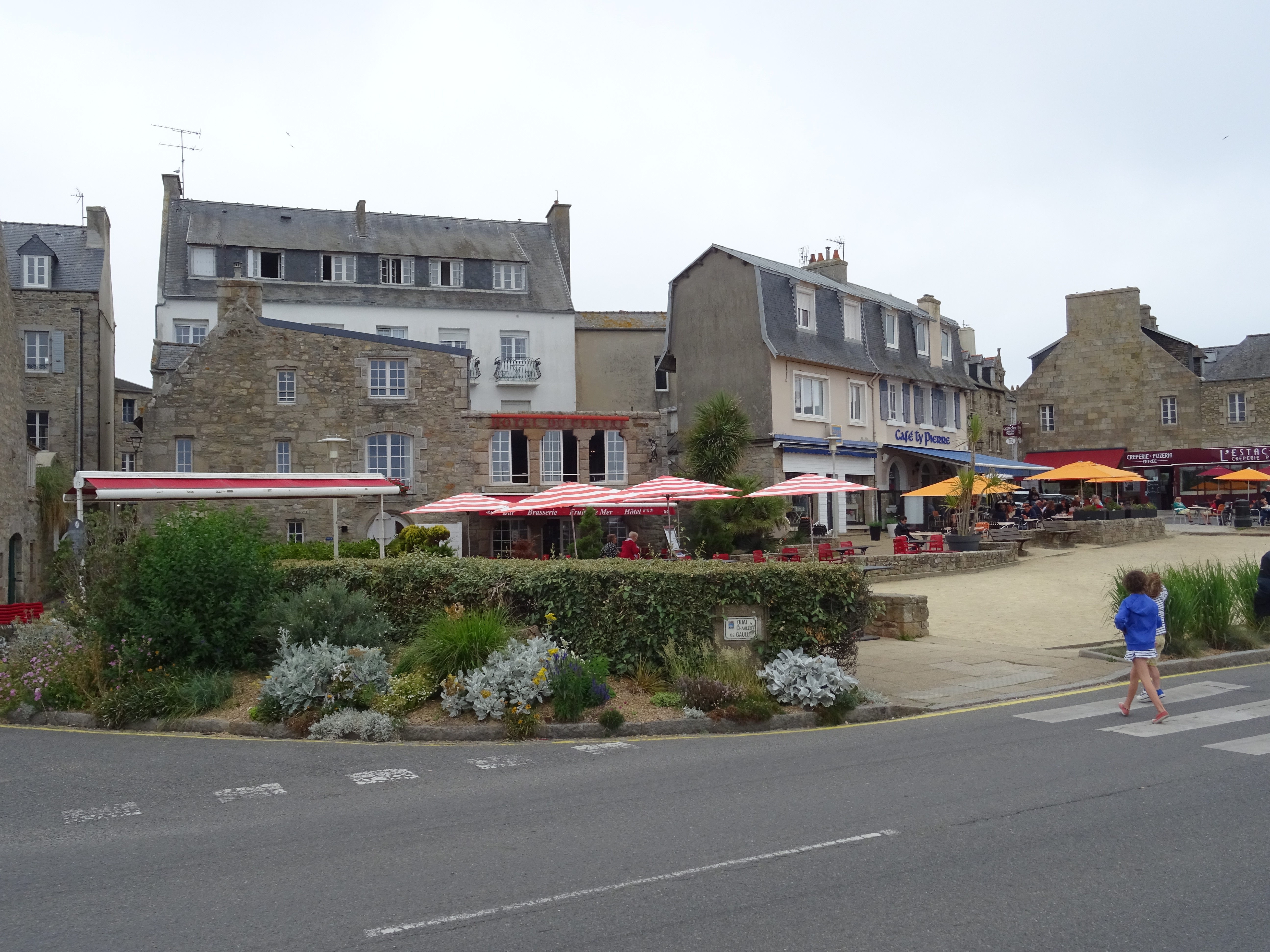
帕尔芒捷广场

### 教育
罗斯科夫属于雷恩学区。截至2023年1月1日，罗斯科夫境内共有2所小学。

### 医疗
截至2023年1月1日，罗斯科夫境内共有全科医生3名、保健师10名、牙医2名、护士10名、药房1家、养老院1家。
距离罗斯科夫最近的区域性医疗机构为莫尔莱地区中心医院（Centre Hospitalier du Pays de Morlaix），其主病区医院位于莫尔莱市区南部，距离罗斯科夫市区的正常车程大约29分钟，该院设有床位927个，是莫尔莱区内规模最大的公立综合性医院。

### 住房
2021年，罗斯科夫境内共有各类住房3,089套，其中63.6%为独立式住宅，36.0%为集中式住宅。常住房屋占罗斯科夫市镇范围内居民建筑总量的58.2%。2023年，罗斯科夫的居住税率为12.07%，不动产税率为31.91%（其中空置土地的不动产税率为45.38%）。
在住房保障政策方面，2023年，罗斯科夫境内共有490户家庭获得了家庭津贴补助，受益人数占总人口数量的14.8%，其中190份为房租补助。

### 商业
2021年，罗斯科夫境内共有各类实体商铺85家，其中餐厅32家、大型超市1家、杂货店2家、面包房8家、书店1家、银行门店1家、美容美发店4家、汽车维修店2家。罗斯科夫镇中心建有一家家乐福便民超市。

### 体育
2023年，罗斯科夫境内共有1家游泳池、1间体育馆、1处网球场、1处足球或橄榄球场以及1处篮球或排球场。
截至2025年5月，罗斯科夫男孩（Paotred Rosko Roscoff，编号523688）是罗斯科夫境内唯一的一家注册足球俱乐部，该俱乐部成立于1969年，其主队2024至2025赛季参加菲尼斯泰尔省足球联赛甲组（法国第九级别），其主场为热拉尔·马丁球场（Stade Gérard Martin）。

### 环境
罗斯科夫的环境事务由其所属的上莱昂市镇公共社区联合各级政府协调负责。2021年，罗斯科夫境内暂无污染企业。

### 治安
2024年，罗斯科夫市镇范围内累计记录各类案件105起，其中盗窃类案件41起，人身侵犯类案件27起，毒品交易类案件2起。

## 文化
2023年，罗斯科夫境内共有1家电影院。罗斯科夫境内建有多媒体中心（Médiathèque），每周二至六向公众开放。

### 建筑
截至2025年5月，罗斯科夫境内共有8处建筑被列入法国国家文物保护单位，包括克罗阿-巴教堂、圣尼尼安小教堂（Chapelle Saint-Ninien）以及多处传统民居。

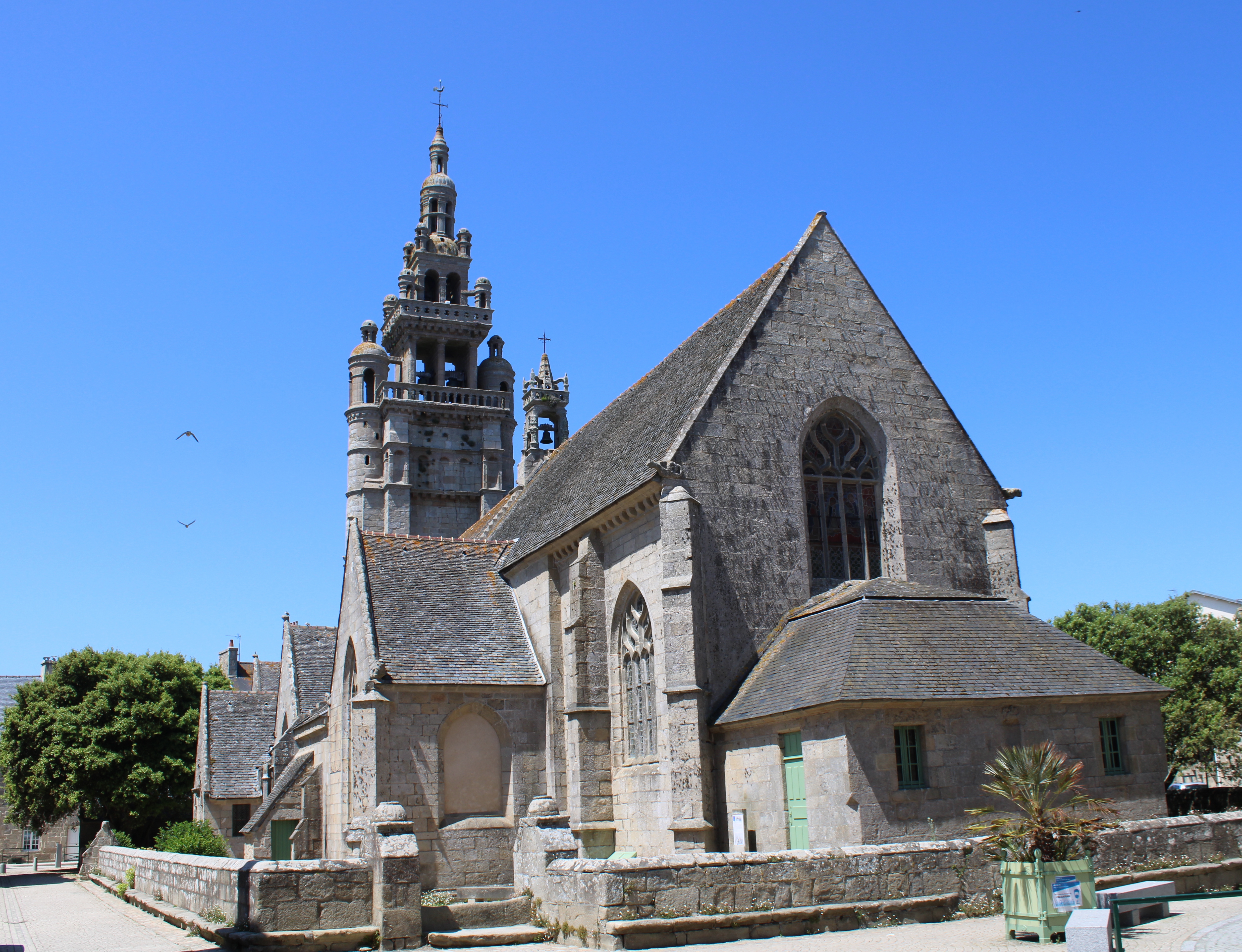
克罗阿-巴教堂
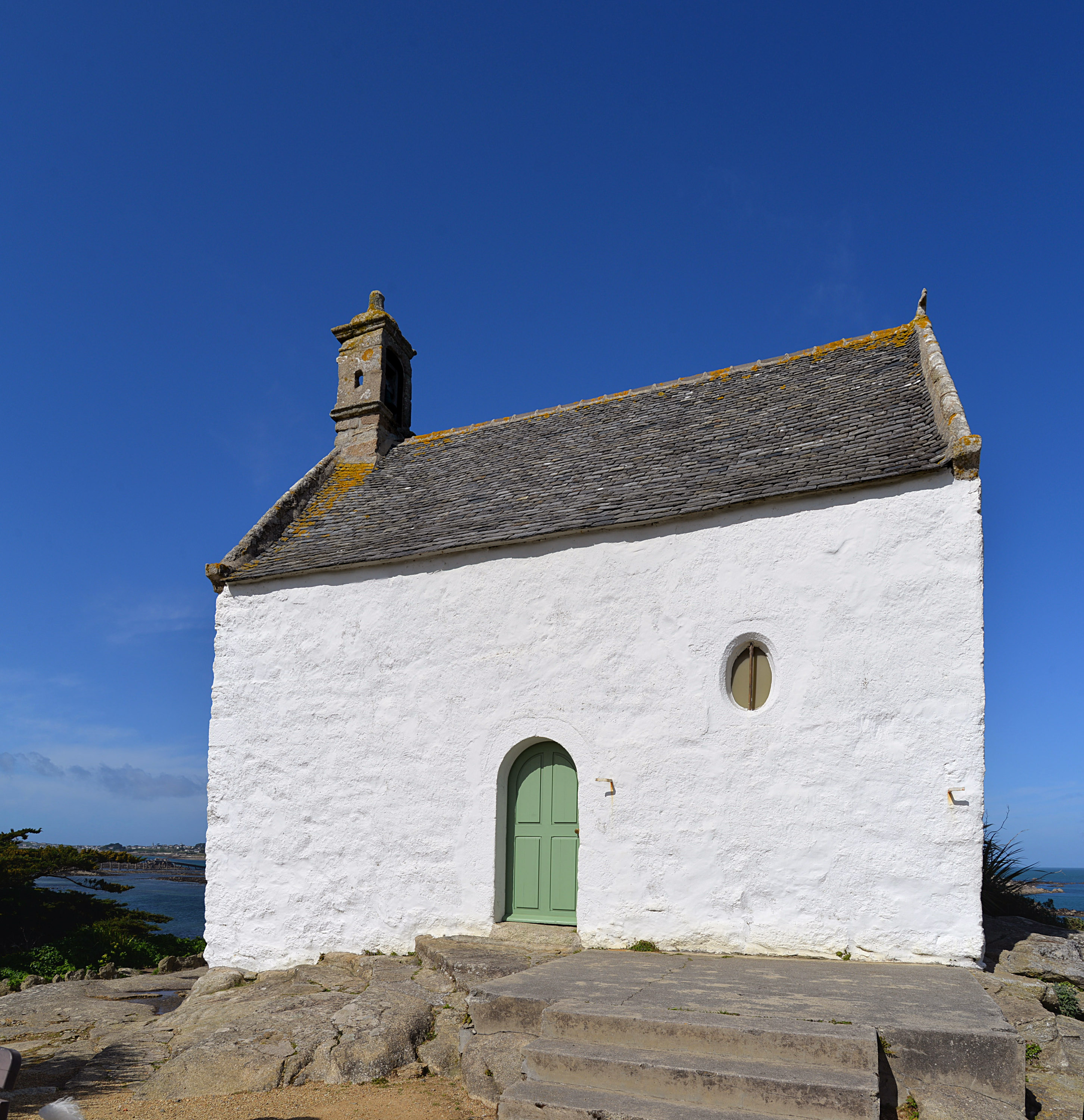
圣巴尔布小教堂
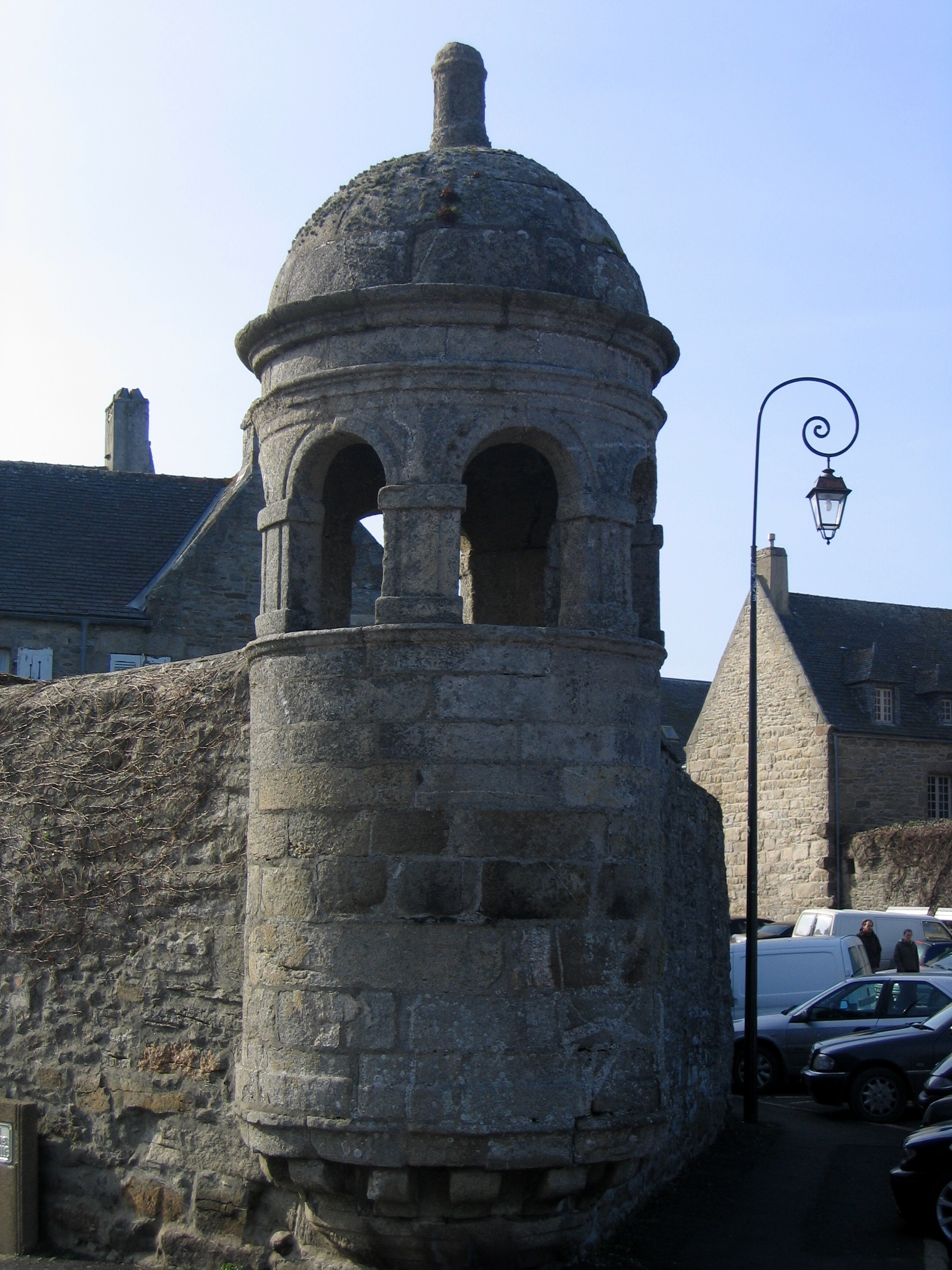
城墙碉楼
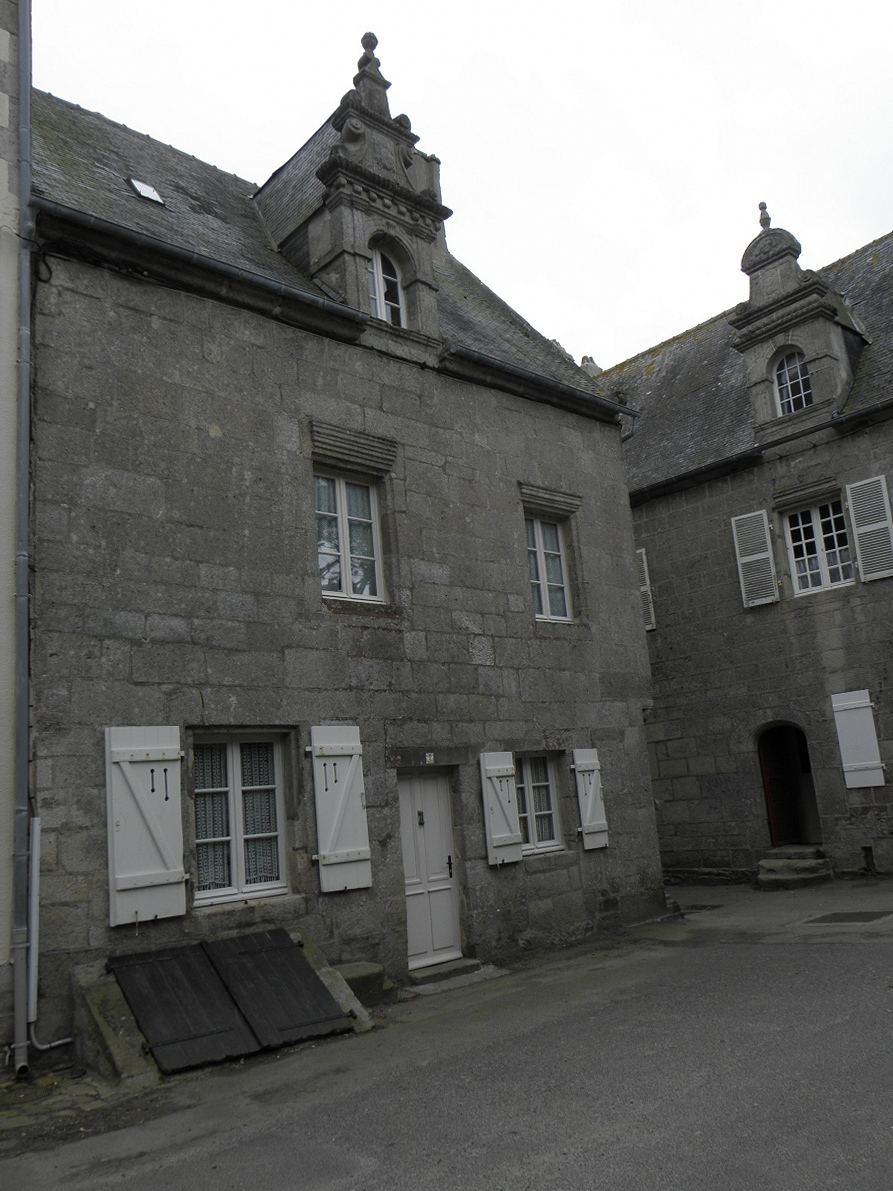
传统民居1
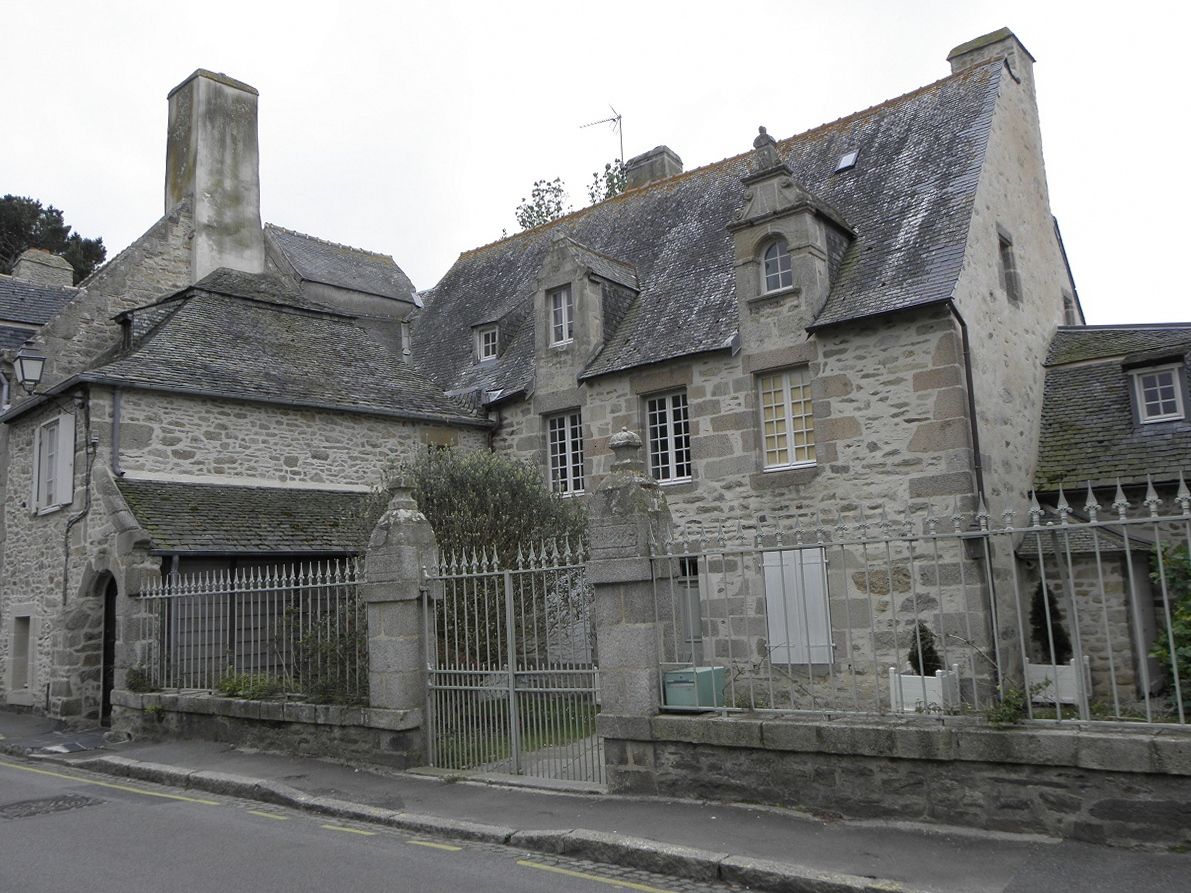
传统民居2
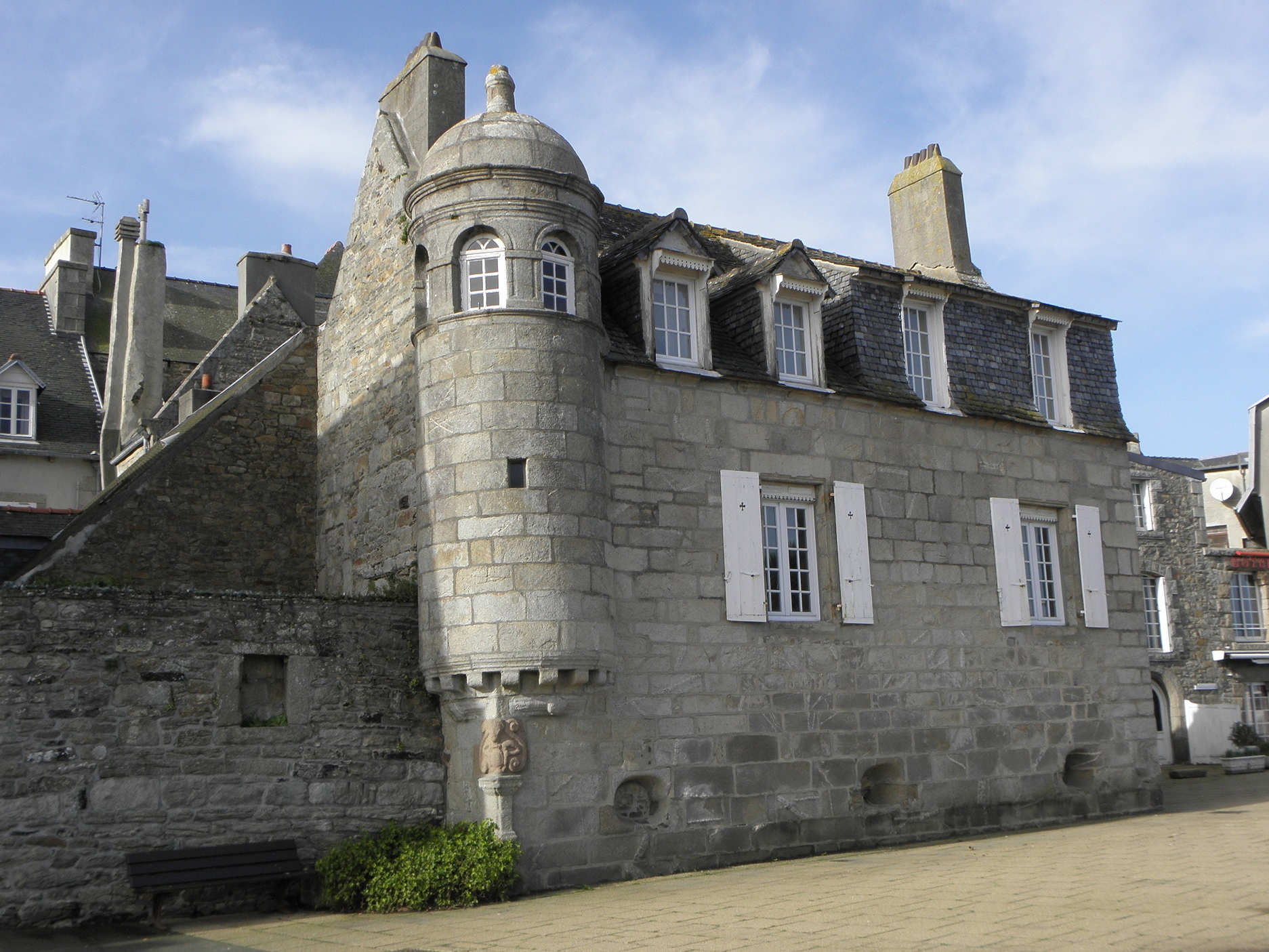
传统民居3
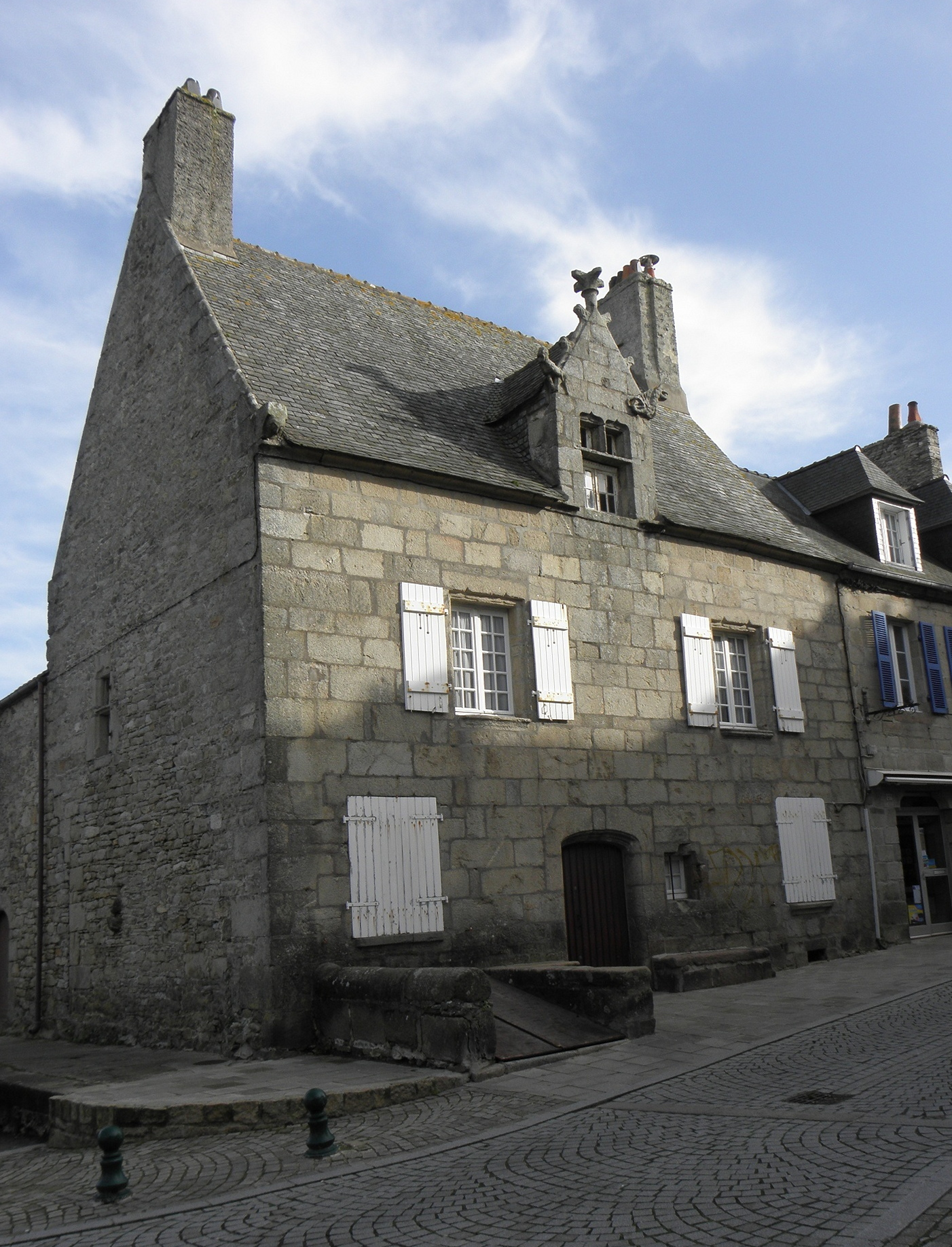
传统民居4
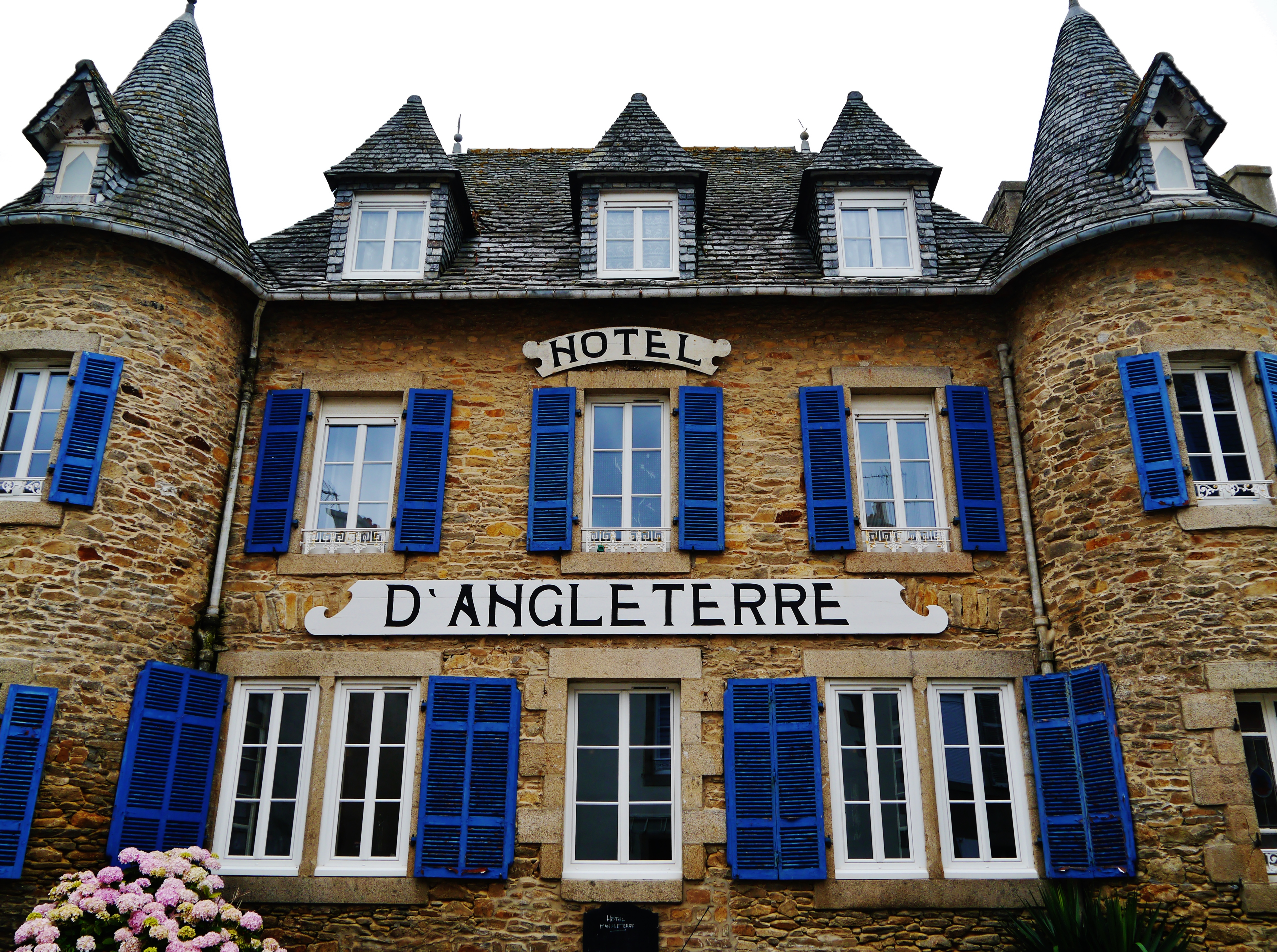
一家酒店

### 旅游
罗斯科夫的旅游事务由其所属的上莱昂市镇公共社区联合各级政府协调负责。2024年，罗斯科夫境内共有14家酒店共计403间房间；另有1个露营地，可容纳共177辆露营车。

### 媒体
法国主要的媒体均可在罗斯科夫接收，法国电视三台下属的布列塔尼大区频道在部分时段播出罗斯科夫所在菲尼斯泰尔省的地方新闻。Ici西布列塔尼、科努瓦耶广播、《西部早报》、《科努瓦耶进步报》、布雷斯特电视台等是当地主要的地方性媒体。

## 友好城市
截至2025年5月，罗斯科夫共与三座城市建立了友好城市关系：
- 英格兰 大托灵顿
- 约讷省 欧塞尔
- 上萨瓦省 阿尔利河畔普拉